# New Orleans Rhythm Kings

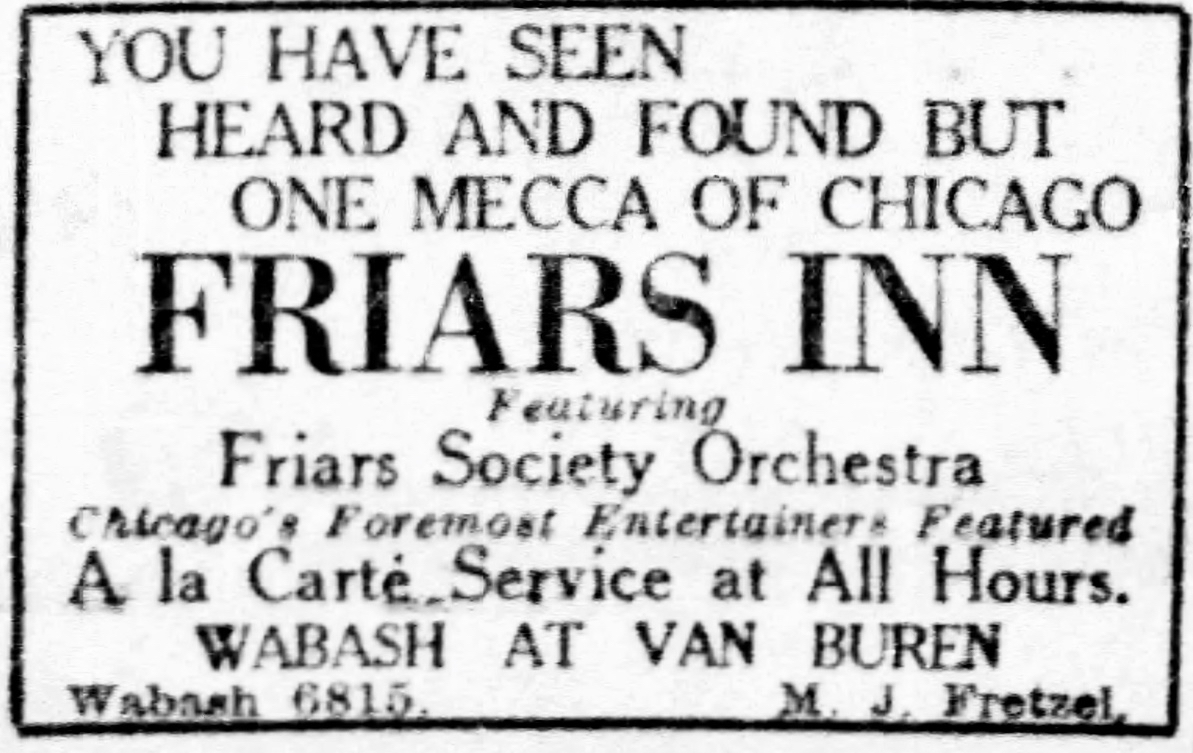
Anuncio del Friars Inn con la Friars Society Orchestra, la "orquesta" más conocida como New Orleans Rhythm Kings - Chicago Tribune, 4 de febrero de 1923.

New Orleans Rhythm Kings fue una de las bandas de dixieland blanco y jazz tradicional más relevantes de comienzos del siglo XX.
Formada por el trompetista Paul Mares, en 1921 o 1922, después de haber trabajado durante varios años en los riverboats, se instalaron en Chicago, donde tocaron asiduamente en el Friar's Inn, por lo que en ocasiones se conocen como "Friar's Inn Society Orchestra". Aparte de Mares, formaban el grupo el trombonista George Brunis, el clarinetista Leon Roppolo, el pianista Elmer Schoebel, Lew Black en el banjo, Steve Brown en el contrabajo y Ben Pollackbatería. Posteriormente, otros músicos participaron en la banda, entre los que destacan Jelly Roll Morton y el trompetista Emmett Hardy.
Grabaron numerosos discos desde 1922 hasta 1925, año en que se disolvió la banda. Varios años después, en la década de 1930, Muggsy Spanier reunió una formación con el mismo nombre, aunque solamente Brunis coincidió en ambas formaciones.